# Protohippus
Protohippus — викопний рід трипалих коней. Він був розміром приблизно з сучасного осла. Викопні рештки свідчать про те, що він жив у пізньому міоцені (від кларендонського до гемфілського періоду), приблизно від 13.6 до 5.3 млн років.
Аналіз черепа та зубів Protohippus показує, що він найбільше пов'язаний з родом Calippus.

## Види
- P. vetus
- P. perditus
- P. supremus (також P. simus)
- P. gidleyi